# Luigi Guercio
Luigi Guercio (Santa Maria di Castellabate, 17 gennaio 1882 – Salerno, 9 novembre 1962) è stato un presbitero e latinista italiano.
Autore di scritti e saggi in lingua latina, fu un rappresentante contemporaneo del cosiddetto "latino vivente", esempio della letteratura latina del Novecento e protagonista, con le sue virtù intellettuali, della vita culturale della provincia salernitana.

## Biografia
Luigi Guercio nacque il 17 gennaio 1882 a Santa Maria di Castellabate, frazione di Castellabate, da Tommaso e Caterina Izzo.
Entrò giovanissimo nel seminario diocesano della abbazia territoriale della Santissima Trinità di Cava de' Tirreni.
Consacrato sacerdote il 17 dicembre 1904, nello stesso anno si iscrisse all'università di Napoli, dove si laureò in lettere classiche col massimo dei voti e la lode il 2 maggio 1908. La sua tesi, "Di alcuni rapporti tra le visioni medioevali e la Divina Commedia", fu pubblicata a Roma nel 1909.
Ebbe come maestri Benedetto Bonazzi, il Pecci, Vincenzo Torraca.
Insegnò latino e greco in vari istituti dell'Italia meridionale, finché nel 1916 fu chiamato alle armi.
Al termine della guerra andò a insegnare a Piacenza, poi divenne capo di istituto del liceo classico di Oristano.
Nel 1920 fu trasferito a Sala Consilina, Campobasso, Pescara e, infine, al  Liceo classico "Torquato Tasso" di Salerno, fino al 1952, anno del suo collocamento a riposo per raggiunti limiti di età.
Accanto alla sua opera di docente, coltivò i suoi interessi sul mondo classico, e si dedicò particolarmente agli studi danteschi, all'astronomia e alla lingua latina: ad eccezione di alcuni saggi critici letterari, la sua produzione fu tutta in latino.
Nel 1950, vinse il primo Certamen Capitolinum, concorso internazionale di prosa latina bandito dall'Istituto nazionale di studi romani, con il testo Phoenix Casinensis (sulla distruzione e risurrezione di Montecassino). Nel 1952 vinse nuovamente lo stesso concorso, con le Feriae Anticolenses (soggiorno a Fiuggi).
Ebbe dal Vaticano l'incarico della redazione di testi in latino e fu collaboratore di riviste latine, pubblicando, in versi e in prosa, saggi di composizioni, di traduzioni di autori italiani e di epigrafi. Fu in rapporto con il cardinale Antonio Bacci e con l'epigrafista monsignor Todini.
Nel 1959 pubblicò in latino l'ode O patrii colles, dedicata alla sua terra natia, Castellabate.
Morì all'alba del 9 novembre 1962; le sue spoglie riposano nel cimitero di Salerno.
Il comune di Salerno gli ha intitolato una strada nel centro cittadino, mentre a Castellabate furono a lui dedicate la piazza ubicata di fronte alla casa natale e la scuola media della frazione Santa Maria.

## Opere
Saggi Critici
- Di alcuni rapporti tra le visioni medioevali e la Divina Commedia (Roma, 1909)
- Orientamenti per lo studio della letteratura italiana, (1931)
- Ugo Foscolo (1928)
- Alla scuola del "Veltro", (1935)
- Per il culto della poesia classica, (1951)
- Un umanista dell'Ottocento: Gius.Toraldo, traduttore della Gerusalemme

Composizioni latine in prosa
- Phoenix Casinensis (1º Premio nel Certamen Capitolinum I , Roma, 1950)
- Feriae Anticolenses (1º Premio nel Certamen Capitolinum III , Roma, 1952)
- De solo natali (1953)
- Itur ad astra ("Publica laude ornatum" nel Certamen Capitolinum V, Roma, 1954)
- O Patrii Colles! (1957)
- Reditus domum
- Vergilius, "pius vates et Phoebo digna locutus" (1958)